# 2А28

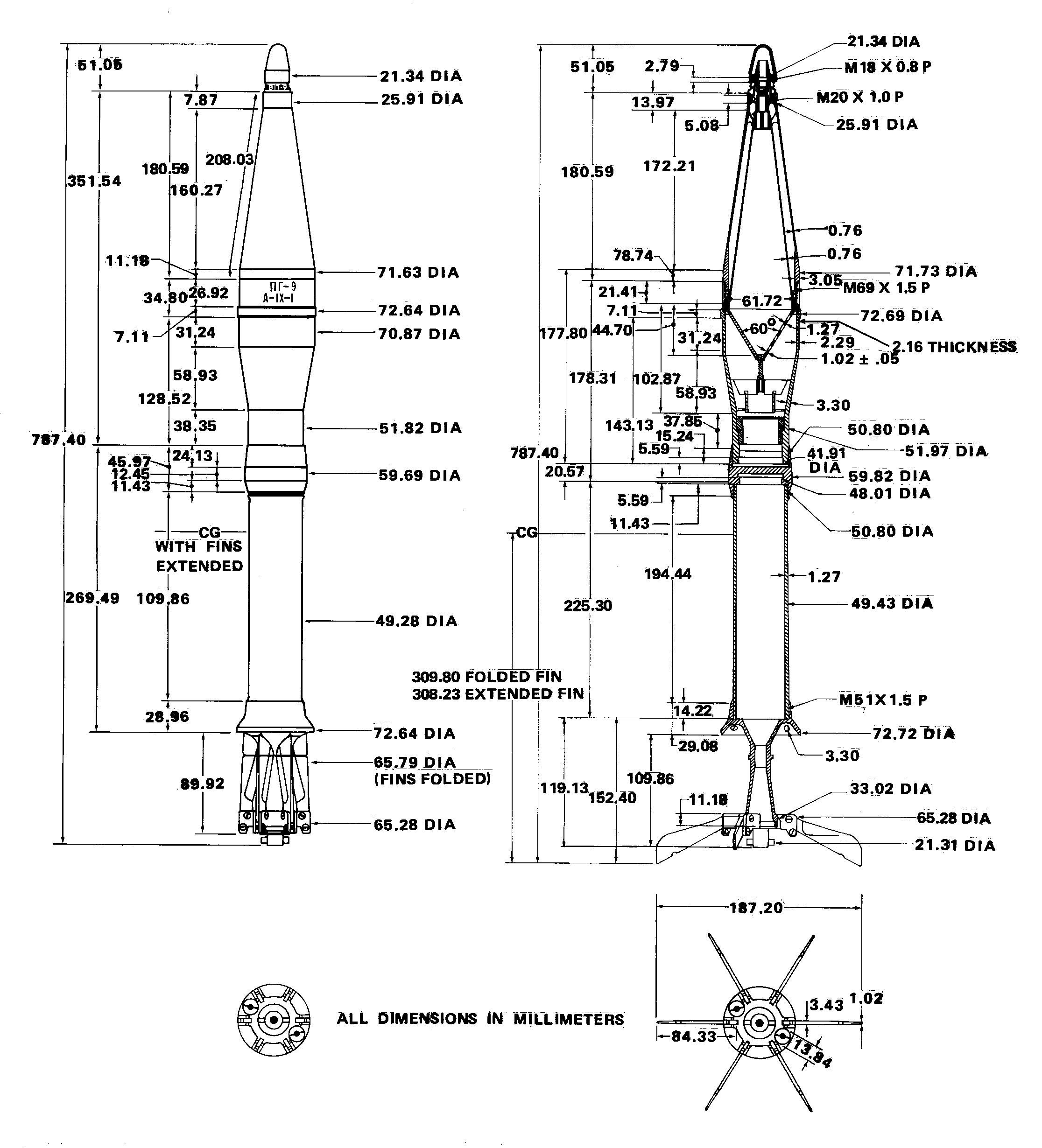
73-мм кумулятивна граната ПГ-9

73-мм танкова гарма́та 2А28 «Грім» — напівавтоматична гладкоствольна артилерійська гармата, для установки в башті БМД-1, БМП-1, БРМ-1, що призначена для знищення танків, САУ й інших броньованих засобів противника. Крім того, гармата може використовуватися для ураження живої сили і вогневих засобів противника, які знаходяться в довгострокових укриттях польового типу або в спорудженнях міського типу.

## Тактико- технічні характеристики
- Тип		 			гладкоствольна, напівавтоматична, відкатна
- Постріли 						ПГ –15; ОГ –15
- Дальність прямого пострілу (по цілі h=2 м) 	765 м
- Макс. прицільна дальність:
  - ПГ-15 				 1300 м
  - ОГ-15					 1600 м
- Довжина 1195 мм, ширина 218 мм, висота 322 мм
- Початкова швидкість польоту:
  - гранати ПГ-9				 400 м/с
  - гранати ОГ-9				 290 м/с
- Максим. швидкість польоту гранати ПГ-9		665 м/с
- Маса:
  - пострілу ПГ-15					3,5 кг
  - пострілу ОГ-15					4,6 кг
  - гранати ПГ-9						2,6 кг
  - гранати ОГ-9						3,7 кг
- Довжина відкоту					до 140 мм
- Довжина викочування					до 5 мм
- Зусилля віддачі при відкоті, не більш			13 т
- Зусилля викочування, не більш				3,6 т
- Кількість рідини (поліетилсилоксанова рідина ПЕС-3) у гидровідкатнику		1300 см3
- Висота лінії вогню			 	1245-1595 мм
- Приціл						1ПН22М2
  - денний режим: збільшення				6×
  - поле зору						15º
  - нічний режим: збільшення				6,7×
  - поле зору						6º
  - маса							31 кг

Автоматика гармати заснована на принципі віддачі ствола. Запирання — клинове. Заряджання здійснюється вручну.

## Основні частини і механізми гармати
- ствол з казенником, викидачем, колодкою перехоплення;
- лафет з капирами, важіль з рукояткою і щитком, сектором, голчастим підшипником, спецроз’ємом;
- затвор
- гидровідкатник
- відсікач з віссю
- 2-х закриваючих механізмів
- деталей кріплення